# Dariusz Żuraw
Dariusz Żuraw (Wieluń, Polonia, 14 de noviembre de 1972) es un exfutbolista y entrenador polaco, actual director técnico del Podbeskidzie Bielsko-Biała de la I Liga de Polonia.

## Biografía
Debutó como futbolista en 1989 en el LZS Ostrówek. Estuvo jugando en varios clubes de menor categoría como el LZS Rychłocice y el WKS Wieluń, hasta que fichó por el Okocimski KS Brzesko en 1996, jugando en el club durante una temporada. Ya en 1997 el Zagłębie Lubin se hizo con sus servicios, llegando a marcar once goles en 107 partidos jugados. Aunque no fue hasta 2001 cuando explotó como futbolista. Fue con el Hannover 96 alemán, donde jugó durante siete años. Jugó un total de 165 partidos y marcó siete goles. Además ganó la 2. Bundesliga en 2002, permitiendo jugar al equipo en la máxima categoría alemana al año siguiente. En 2008 volvió a Polonia para jugar en el Arka Gdynia y de nuevo en el WKS Wieluń, club en el que se retiró como futbolista en 2010. El mismo año de su retiro el club que le vio colgar las botas le fichó como entrenador del equipo. Un año después fue el Odra Opole quien se hizo con sus servicios hasta 2013. Finalmente el 8 de mayo de 2014 fichó como entrenador del Miedź Legnica.

## Selección nacional
Żuraw fue convocado una vez por la selección de fútbol de Polonia en un partido amistoso contra Bielorrusia que acabó por 1–3 el 9 de febrero de 2005.

## Clubes

### Como futbolista
| Club                 | País     | Año         | Partidos | Goles |
| -------------------- | -------- | ----------- | -------- | ----- |
| LZS Ostrówek         | Polonia  | 1989 - 1990 | 0        | 0     |
| LZS Rychłocice       | Polonia  | 1990 - 1992 | 5        | 0     |
| WKS Wieluń           | Polonia  | 1992 - 1996 | 71       | 4     |
| Okocimski KS Brzesko | Polonia  | 1996 - 1997 | 42       | 2     |
| Zagłębie Lubin       | Polonia  | 1997 - 2001 | 107      | 11    |
| Hannover 96          | Alemania | 2001 - 2008 | 165      | 7     |
| Arka Gdynia          | Polonia  | 2008 - 2009 | 32       | 6     |
| WKS Wieluń           | Polonia  | 2010        | 1        | 0     |

### Como entrenador
| Club                    | País    | Año         |
| ----------------------- | ------- | ----------- |
| WKS Wieluń              | Polonia | 2010 - 2012 |
| Odra Opole              | Polonia | 2012 - 2013 |
| Miedź Legnica           | Polonia | 2014        |
| Lech Poznań (asistente) | Polonia | 2014 - 2015 |
| Znicz Pruszków          | Polonia | 2017 - 2018 |
| Lech Poznań II          | Polonia | 2018 - 2019 |
| Lech Poznań (interino)  | Polonia | 2018        |
| Lech Poznań             | Polonia | 2019 - 2021 |
| Lech Poznań             | Polonia | 2021        |
| Zagłębie Lubin          | Polonia | 2022 -      |

## Palmarés

### Campeonatos nacionales
| Título        | Club        | País     | Año  |
| ------------- | ----------- | -------- | ---- |
| 2. Bundesliga | Hannover 96 | Alemania | 2002 |